# Monica Scheer
Monica Scheer, född 1942, är en svensk översättare av tv, film, skönlitteratur och dramatik. Scheer översätter från franska, italienska, engelska och ryska. Scheer har översatt verk av bland andra Benoîte Groult, Hoviv, Michael Jacobs, Joanna McClelland Glass och Saki.